# Isländische Badmintonmeisterschaft 2016
Die Isländische Badmintonmeisterschaft 2016 fand vom 8. bis zum 10. April 2016 in der TBR-Halle in Reykjavík statt. Es war die 68. Auflage der nationalen Titelkämpfe von Island im Badminton.	

## Sieger und Platzierte
| Disziplin    | Gold                                   | Silber                                 | Bronze                                        |
| ------------ | -------------------------------------- | -------------------------------------- | --------------------------------------------- |
| Herreneinzel | Kári Gunnarsson                        | Atli Jóhannesson                       | Róbert Þór Henn                               |
| Herreneinzel | Kári Gunnarsson                        | Atli Jóhannesson                       | Daníel Jóhannesson                            |
| Dameneinzel  | Margrét Jóhannsdóttir                  | Tinna Helgadóttir                      | Sara Högnadóttir                              |
| Dameneinzel  | Margrét Jóhannsdóttir                  | Tinna Helgadóttir                      | Þorbjörg Kristinsdóttir                       |
| Herrendoppel | Atli Jóhannesson Kári Gunnarsson       | Daníel Jóhannesson Einar Óskarsson     | Bjarki Stefánsson Daníel Thomsen              |
| Herrendoppel | Atli Jóhannesson Kári Gunnarsson       | Daníel Jóhannesson Einar Óskarsson     | Kristján Huldar Aðalsteinsson Róbert Þór Henn |
| Damendoppel  | Drífa Harðardóttir Rakel Jóhannesdótir | Margrét Jóhannsdóttir Sara Högnadóttir | Elsa Nielsen Sigríður Árnadóttir              |
| Damendoppel  | Drífa Harðardóttir Rakel Jóhannesdótir | Margrét Jóhannsdóttir Sara Högnadóttir | Erla Björg Hafsteinsdóttir Tinna Helgadóttir  |
| Mixed        | Daníel Thomsen Margrét Jóhannsdóttir   | Magnús Ingi Helgason Tinna Helgadóttir | Daníel Jóhannesson Rakel Jóhannesdótir        |
| Mixed        | Daníel Thomsen Margrét Jóhannsdóttir   | Magnús Ingi Helgason Tinna Helgadóttir | Egill Guðlaugsson Erla Björg Hafsteinsdóttir  |